# THE IDOLM@STER BEST OF 765+876=!!
'THE IDOLM@STER BEST OF 765+876=!!' (아이돌마스터 베스트 오브 남코 플러스 반남)은 2010년 5월 12일부터 일본 컬럼비아에서 발매된 게임 'THE IDOLM@STER'의 베스트 앨범 시리즈.

## 개요
'MASTER OF MASTER'에 계속되는 베스트 앨범 제 2탄. 'THE IDOLM@STER'시리즈의 5주년의 집대성으로서 작성되었다.
VOL. 01 - 03으로 라이브 회장 한정반 1매의 모두 4매가 발매되고 있다. VOL. 01 - 03에는, 메모리얼 한정판과 통상판이 있다.
덧붙여 본CD시리즈로 첫CD화 된 악곡은 굵은 글씨로, 리믹스된 악곡은 이탤릭으로 표기한다.

## VOL.01
2010년 5월 12일 발매. 765 프로와 876 프로의 각 아이돌의 솔로곡을 수록한 CD. 메모리얼 한정판은 VOL. 02로 03의 특전을 수납할 수 있는 LP사이즈의 BOX 패키지 사양이 되고 있다.
내용은 등장 캐릭터가 솔로로 노래하는 대표적인 악곡으로 구성되어 수록곡에는 신곡 'THE 사랑'을 포함한다. 음악 출판사가 운영하는 CD저널에서는, '과연 엄선되고 있는 만큼, 어느 곡도, 어느 소녀도 베스트 매칭이 되고 있어 시리즈의 집대성적인 앨범으로 완성되고 있다. '라고 평가되고 있다.
수록곡
1. 아가씨여 큰 뜻을 안아라!!
가: 아마미 하루카(나카무라 에리코)
작사: yura, 작곡·편곡: 백호우보, 편곡: 경가순
2. 키라메키라리
가: 타카츠키 야요이(니고 마야코)
작사: yura, 작곡: 고사키 사토루
3. 쇼킹한 그
가: 호시이 미키(하세가와 아키코)
작사: NBGI(mft), 작곡·편곡: NBGI(나카가와 코지) , 편곡: NBGI(증 후치 유지)
4. 가득 가득
가: 아키즈키 리츠코(와카바야시 나오미)
작사: 나카무라 메구미, 작곡: NBGI(사사키 히로시인)
5. 자전거
가: 키쿠치 마코토(히라타 히로미)
작사: 시로세채, 작곡: 이토심 타로
6. Arcadia
가: 키사라기 치하야(이마이 아사미)
작사: 시로세채, 작곡·편곡: 우에마츠범강, 편곡: 나카야마 신두
7. ALRIGHT*
가: 하기와라 유키호(하세 유리나)
작사: yura, 작곡·편곡: cota, 편곡; 세키 쥰지로우
8. Next Life
가: 가나하 히비키(누마쿠라 마나미)
작사·작곡·편곡: NBGI(토야마 아키라효)
9. Dazziling World(M@STER VERSION)
가: 아키즈키 료(산페이 유우코)
작사·작곡·편곡: NBGI(와타나베량)
10. 플라워 걸
가: 시죠 타카네(하라 유미)
작사: NBGI(Yoshi)·NBGI(kyon), 작곡·편곡: NBGI(Yoshi)
11. 프리코그(M@STER VERSION)
가: 미즈타니 에리(하나자와 카나)
작사: 엔도 후비트, 작곡·편곡: NBGI(우치다 테츠야)
12. 스타→토스타→
가: 후타미 아미/마미(시모다 아사미)
작사: yura·NBGI(움푹 팬 곳 히로시), 편곡: NBGI(움푹 팬 곳 히로시)
13. 둘의 기억
가: 미나세 이오리(쿠기미야 리에)
작사: NBGI(mft), 작곡·편곡: NBGI(나카가와 코지), 편곡: NBGI(오우에 마사코)
14. ALIVE(M@STER VERSION)
가: 히다카 아이(토마츠 하루카)
작사: NBGI(mft), 작곡·편곡: NBGI(시이나 고)
15. 곁에…
가: 미우라 아즈사(타카하시 치아키)
작사: 카이타 유리코, 작곡·편곡: NBGI(시이나 고)
16. 꽃
가: 오토나시 작은 새(타키카 쥬리)
작사: yura, 작곡·편곡: 등말수, 편곡: 경가순
17. THE 사랑
가: 아마미 하루카(나카무라 에리코), 키쿠치 마코토(히라타 히로미), 타카츠키 야요이(니고 마야코), 가나하 히비키(누마쿠라 마나미), 히다카 아이(토마츠 하루카)
작사: yura, 작곡·편곡: 사사키 히로시인

## VOL.02
2010년 6월 2일 발매. 아이돌 2~3명이서 가창하는 유닛곡을 중심으로 수록한 CD. 메모리얼 한정판에는, 지금까지 발매된 모든 CD의 정보 및 전75곡의 가사 등이 수록된, LP사이즈의 메모리얼 북이 부속.
수록곡
1. “HELLO!! ”(M@STER VERSION)
가: 히다카 아이(토마츠 하루카), 미즈타니 에리(하나자와 카나), 아키즈키 료(산페이 유우코)
작사: yura, 작곡·편곡: 고사키 사토루
2. Colorful Days(M@STER VERSION)
가: 아마미 하루카(나카무라 에리코), 키사라기 치하야(이마이 아사미), 후타미 아미/마미(시모다 아사미)
작사: 나카무라 메구미, 작곡·편곡: NBGI(사사키 히로시인)
3. 포지티브! (M@STER VERSION)
가: 미나세 이오리(쿠기미야 리에), 타카츠키 야요이(니고 마야코), 후타미 아미/마미(시모다 아사미)
작사: NBGI(mft), 작곡·편곡: NBGI(나카가와 코지)
4. YES♪
가: 아마미 하루카(나카무라 에리코), 키쿠치 마코토(히라타 히로미)
작사: yura, 작곡·편곡: 와카바야시 미츠루
5. 샤라라
가: 미우라 아즈사(타카하시 치아키), 아키즈키 리츠코(와카바야시 나오미)
작사: yura, 작곡·편곡: 카와다류하
6. 발렌타인
가: 타카츠키 야요이(니고 마야코), 호시이 미키(하세가와 아키코)
작사·작곡·편곡: 모모이 붙이는 와, 편곡: 사이토 신야
7. 빈틈
가: 아마미 하루카(나카무라 에리코), 키사라기 치하야(이마이 아사미), 후타미 아미/마미(시모다 아사미)
작사: 타다노 나츠미, 작곡·편곡: cota
8. 따뜻한 눈
가: 타카츠키 야요이(니고 마야코), 후타미 아미/마미(시모다 아사미), 호시이 미키(하세가와 아키코)
작사: 시로세채, 작곡: 고자 타쿠토, 편곡: 마르야마테트오
9. 마법을 걸어! (M@STER VERSION)
가: 아키즈키 리츠코(와카바야시 나오미), 텐카이 춘향(나카무라 에리코), 하기와라 유키호(하세 유리나)
작사·작곡·편곡: NBGI(고사키 사토루)
10. shiny smile(M@STER VERSION)
가: 아마미 하루카(나카무라 에리코), 키사라기 치하야(이마이 아사미), 아키즈키 리츠코(와카바야시 나오미)
작사: 아침해제, 작곡·편곡: NBGI(Yoshi)
11. Do-Dai(M@STER VERSION) 
가: 미나세 이오리(쿠기미야 리에), 타카츠키 야요이(니고 마야코)
작사: NBGI(mft), 작곡·편곡: NBGI(나카가와 코지)
12. 해피스
가: 히다카 아이(토마츠 하루카), 미즈타니회 사토시(하나자와 카나), 아키즈키 료(산페이 유우코)
작사: 이나마을 사치코, 작곡·편곡: NBGI(Yoshi)
13. 오버마스터(M@STER VERSION)
가: 호시이 미키(하세가와 아키코), 가나하 히비키(누마쿠라 마나미), 시죠 타카네(하라 유미)
작사: NBGI(mft), 작곡·편곡: NBGI(나카가와 코지), 편곡: NBGI(증 후치 유지)
14. inferno
가: 키사라기 치하야(이마이 아사미), 하기와라 유키호(하세 유리나)
작사: yura Dark, 작곡·편곡: 등말수, 편곡: 쿠사노좋아 히로
15. KisS
가: 호시이 미키(하세가와 아키코), 가나하 히비키(누마쿠라 마나미), 시죠 타카네(하라 유미)
작사: yura Dark, 작곡: 하시모토 유카리
16. my song(M@STER VERSION)
가: 미나세 이오리(쿠기미야 리에), 미우라 아즈사(타카하시 치아키), 키쿠치 마코토(히라타 히로미)
작사: yura, 작곡·편곡: 고사키 사토루
17. ID: [OL]
가: 오토나시 작은 새(타키카 쥬리) featuring T[논담 테츠야(호소이 오사무) , 타카기 쥰이치로우(토쿠마루완)]
작사: yura, 작곡·편곡; 우에다 코오지, 편곡: 쿠사노 요시히로
18. DREAM
가: 하기와라 유키호(하세 유리나), 아키즈키 리츠코(와카바야시 나오미), 호시이 미키(하세가와 아키코), 시죠 타카네(하라 유미), 아키즈키 료(산페이 유우코)
작사: yura Dark, 작곡: NBGI(나카가와 코지), 편곡: NBGI(나카가와 코지·증 후치 유지)

## VOL.03
2010년 6월 23일 발매. 각 아이돌 4명 이상으로 가창하는 그룹곡을 수록한 CD. 메모리얼 한정판에는, 게임에서 사용된 BGM43곡을 수록한 CD 'THE IDOLM@STER BGM COLLECTION'가 부속.
수록곡
1. 너는 멜로디(M@STER VERSION)
가: 미우라 아즈사(타카하시 치아키), 시죠 타카네(하라 유미), 키사라기 치하야(이마이 아사미), 호시이 미키(하세가와 아키코), 타카츠키 야요이(니고 마야코), 후타미 아미/마미(시모다 아사미)
작사: 엔도 후비트, 작곡·편곡: NBGI(우치다 테츠야)
2. 에이전트 밤을 걷다 (M@STER VERSION) 
가: 키쿠치 마코토(히라타 히로미), 후타미 아미/마미(시모다 아사미), 가나하 히비키(누마쿠라 마나미), 시죠 타카네(하라 유미)
작사·작곡·편곡: NBGI(LindaAI-CUE)
3. 함께
가: 아마미 하루카(나카무라 에리코), 타카츠키 야요이(니고 마야코), 호시이 미키(하세가와 아키코), 미우라 아즈사(타카하시 치아키), 후타미 아미/마미(시모다 아사미)
작사: yura, 작곡·편곡: 등말수
4. It's Show
가: 키사라기 치하야(이마이 아사미), 미나세 이오리(쿠기미야 리에), 아키즈키 리츠코(와카바야시 나오미), 키쿠치 마코토(히라타 히로미), 하기와라 유키호(하세 유리나), 오토나시 작은 새(타키카 쥬리)
작사: yura, 작곡·편곡: 등말수
5. GO MY WAY!! (M@STER VERSION) 
가: 아마미 하루카(나카무라 에리코), 타카츠키 야요이(니고 마야코), 미나세 이오리(쿠기미야 리에), 키사라기 치하야(이마이 아사미), 키쿠치 마코토(히라타 히로미)
작사: yura, 작곡·편곡: NBGI(고사키 사토루)
6. 체리
가: 아마미 하루카(나카무라 에리코), 미나세 이오리(쿠기미야 리에), 가나하 히비키(누마쿠라 마나미), 아키즈키 리츠코(와카바야시 나오미), 키쿠치 마코토(히라타 히로미), 하기와라 유키호(하세 유리나)
작사: yura, 작곡·편곡: Funta7
7. 서니
가: 후타미 아미/마미(시모다 아사미), 미우라 아즈사(타카하시 치아키), 미나세 이오리(쿠기미야 리에), 하기와라 유키호(하세 유리나), 아키즈키 리츠코(와카바야시 나오미)
작사: yura, 작곡·편곡: Funta
8. 메리
가: 아마미 하루카(나카무라 에리코), 키사라기 치하야(이마이 아사미), 타카츠키 야요이(니고 마야코), 키쿠치 마코토(히라타 히로미), 호시이 미키(하세가와 아키코)
작사: yura, 작곡·편곡: Funta
9. 곧바로(M@STER VERSION) 
가: 키쿠치 마코토(히라타 히로미), 미우라 아즈사(타카하시 치아키), 하기와라 유키호(하세 유리나), 후타미 아미/마미(시모다 아사미), 호시이 미키(하세가와 아키코)
작사: 아침해제, 작곡·편곡: NBGI(Yoshi)
10. My Best Friend(M@STER VERSION) 
가: 하기와라 유키호(하세 유리나), 후타미 아미/마미(시모다 아사미), 아키즈키 리츠코(와카바야시 나오미), 타카츠키 야요이(니고 마야코), 시죠 타카네(하라 유미)
작사: NBGI(uRy), 작곡·편곡: NBGI(움푹 팬 곳 히로시), 편곡: NBGI(오우에 마사코)
11. i
가: IM@S ALLSTARS+[† 1]
작사: 나카무라 메구미, 작곡·편곡: NBGI(사사키 히로시인)
12. L·O·B·M
가: IM@S ALLSTARS++[† 2]
작사: NBGI(mft), 작곡·편곡: NBGI(타카다 류이치)
13. 추억에 고마워 (M@STER VERSION) 
가: 키쿠치 마코토(히라타 히로미), 아키즈키 리츠코(와카바야시 나오미), 키사라기 치하야(이마이 아사미), 호시이 미키(하세가와 아키코), 가나하 히비키(누마쿠라 마나미)
작사: 나카무라 메구미, 작곡·편곡: NBGI(사사키 히로시인)
14. 또 봐 (M@STER VERSION)
가: 아마미 하루카(나카무라 에리코), 미나세 이오리(쿠기미야 리에), 가나하 히비키(누마쿠라 마나미), 아키즈키 리츠코(와카바야시 나오미), 키쿠치 마코토(히라타 히로미), 하기와라 유키호(하세 유리나)
작사: 이나마을 사치코, 작곡·편곡: NBGI(Yoshi)
15. LOST
가: 키사라기 치하야(이마이 아사미), 미우라 아즈사(타카하시 치아키), 미나세 이오리(쿠기미야 리에), 후타미 아미/마미(시모다 아사미), 미즈타니 에리(하나자와 카나)
작사: yura-yura Dark, 작곡·편곡: 고사키 사토루
16. THE IDOLM@STER
가: IM@S ALLSTARS 1641[† 3]
작사: 나카무라 메구미, 작곡·편곡: NBGI(사사키 히로시인)

## THE iDRE@MLOST
2010년 7월 3일·4일에 마쿠하리 이벤트 홀에서 개최된, 5주년 기념 라이브 이벤트 회장에서 한정 판매된 작품. VOL. 01 - 03의 신곡 'THE 사랑'·'DREAM'·'LOST'의 솔로 버전 15곡을 수록.
같은 이벤트에서 '하기와라 유키호'역의 성우가 아사쿠라 아즈미로 변경이 되는 것이 발표되어 하세가 '유키호'를 연기한 마지막 작품이 되었다.
수록곡
1. THE 사랑
가: 아마미 하루카(나카무라 에리코)
2. THE 사랑
가: 키쿠치 마코토(히라타 히로미)
3. THE 사랑
가: 타카츠키 야요이(니고 마야코)
4. THE 사랑
가: 가나하 히비키(누마쿠라 마나미)
5. THE 사랑
가: 히다카 아이(토마츠 하루카)
6. DREAM
가: 하기와라 유키호(하세 유리나)
7. DREAM
가: 아키즈키 리츠코(와카바야시 나오미)
8. DREAM
가: 호시이 미키(하세가와 아키코)
9. DREAM
가: 시죠 타카네(하라 유미)
10. DREAM
가: 아키즈키 료(산페이 유우코)
11. LOST
가: 키사라기 치하야(이마이 아사미)
12. LOST
가: 미우라 아즈사(타카하시 치아키)
13. LOST
가: 미나세 이오리(쿠기미야 리에)
14. LOST
가: 후타미 아미/마미(시모다 아사미)
15. LOST
가: 미즈타니 에리(하나자와 카나)

### 주해
1. ↑  하루카, 미키, 치하야, 야요이, 유키호, 마코토, 아미/마미, 이오리, 아즈사, 리츠코, 코토리의 12명.
2. ↑  하루카, 미키, 치하야, 야요이, 유키호, 마코토, 아미/마미, 이오리, 아즈사, 리츠코, 타카네, 히비키의 13명.
3. ↑  하루카, 미키, 치하야, 야요이, 유키호, 마코토, 아미/마미, 이오리, 아즈사, 리츠코, 타카네, 히비키, 아이, 에리, 료, 코토리의 16명